# Structure pyramidale des ligues de football en Italie
 (mai 2020).
Si vous disposez d'ouvrages ou d'articles de référence ou si vous connaissez des sites web de qualité traitant du thème abordé ici, merci de compléter l'article en donnant les références utiles à sa vérifiabilité et en les liant à la section « Notes et références ».
La structure pyramidale des ligues de football en Italie désigne le système de classement officiel des ligues et divisions du football italien.

## Généralités
L'ensemble du football du pays est sous la juridiction de la Fédération italienne et cette dernière possède des sections dédiées à l'organisation des compétitions, à la représentativité des joueurs, des entraîneurs ou des arbitres. En l'occurrence, la Lega Serie A, la Lega Serie B, la Lega Pro et la Lega Nazionale Dilettanti sont les 4 organismes qui organisent les 10 échelons hiérarchiques totaux. Les différentes divisions se jouent au niveau national de la D1 à la D5, au niveau régional de la D6 à la D9 et au niveau provincial (équivalent italien du département) pour la D10. Les quatre premiers échelons sont professionnels et les six autres sont sous l'égide du football amateur.
Le pays compte 119 clubs professionnels ce qui en fait le premier au monde dans ce domaine.

## Structure des championnats
| Niveau                                                                       | Championnat                                          | Championnat                                          | Championnat                                          | Championnat                                          | Championnat                                          | Championnat                                          | Championnat                                          | Championnat                                          | Championnat                                          |
| ---------------------------------------------------------------------------- | ---------------------------------------------------- | ---------------------------------------------------- | ---------------------------------------------------- | ---------------------------------------------------- | ---------------------------------------------------- | ---------------------------------------------------- | ---------------------------------------------------- | ---------------------------------------------------- | ---------------------------------------------------- |
| Organisateur : Ligue nationale professionnelle Serie A                       |                                                      |                                                      |                                                      |                                                      |                                                      |                                                      |                                                      |                                                      |                                                      |
| 1                                                                            | Serie A 20 clubs                                     | Serie A 20 clubs                                     | Serie A 20 clubs                                     | Serie A 20 clubs                                     | Serie A 20 clubs                                     | Serie A 20 clubs                                     | Serie A 20 clubs                                     | Serie A 20 clubs                                     | Serie A 20 clubs                                     |
| Organisateur : Ligue nationale professionnelle Serie B                       |                                                      |                                                      |                                                      |                                                      |                                                      |                                                      |                                                      |                                                      |                                                      |
| 2                                                                            | Serie B 20 clubs                                     | Serie B 20 clubs                                     | Serie B 20 clubs                                     | Serie B 20 clubs                                     | Serie B 20 clubs                                     | Serie B 20 clubs                                     | Serie B 20 clubs                                     | Serie B 20 clubs                                     | Serie B 20 clubs                                     |
| Organisateur : Ligue italienne de football professionnel (ancienne Lega Pro) |                                                      |                                                      |                                                      |                                                      |                                                      |                                                      |                                                      |                                                      |                                                      |
| 3                                                                            | Serie C groupe A - 20 clubs                          | Serie C groupe A - 20 clubs                          | Serie C groupe A - 20 clubs                          | Serie C groupe B - 20 clubs                          | Serie C groupe B - 20 clubs                          | Serie C groupe B - 20 clubs                          | Serie C groupe C - 20 clubs                          | Serie C groupe C - 20 clubs                          | Serie C groupe C - 20 clubs                          |
| Organisateur : Ligue nationale amateur                                       |                                                      |                                                      |                                                      |                                                      |                                                      |                                                      |                                                      |                                                      |                                                      |
| 4                                                                            | Serie D groupe A 18 clubs                            | Serie D groupe B 18 clubs                            | Serie D groupe C 18 clubs                            | Serie D groupe D 18 clubs                            | Serie D groupe E 18 clubs                            | Serie D groupe F 18 clubs                            | Serie D groupe G 18 clubs                            | Serie D groupe H 18 clubs                            | Serie D groupe I 18 clubs                            |
| 5                                                                            | Eccellenza Regionale 28 groupes régionaux, 476 clubs | Eccellenza Regionale 28 groupes régionaux, 476 clubs | Eccellenza Regionale 28 groupes régionaux, 476 clubs | Eccellenza Regionale 28 groupes régionaux, 476 clubs | Eccellenza Regionale 28 groupes régionaux, 476 clubs | Eccellenza Regionale 28 groupes régionaux, 476 clubs | Eccellenza Regionale 28 groupes régionaux, 476 clubs | Eccellenza Regionale 28 groupes régionaux, 476 clubs | Eccellenza Regionale 28 groupes régionaux, 476 clubs |
| 6                                                                            | Promozione 54 groupes régionaux, 893 clubs           | Promozione 54 groupes régionaux, 893 clubs           | Promozione 54 groupes régionaux, 893 clubs           | Promozione 54 groupes régionaux, 893 clubs           | Promozione 54 groupes régionaux, 893 clubs           | Promozione 54 groupes régionaux, 893 clubs           | Promozione 54 groupes régionaux, 893 clubs           | Promozione 54 groupes régionaux, 893 clubs           | Promozione 54 groupes régionaux, 893 clubs           |
| 7                                                                            | Prima Categoria 106 groupes régionaux, 1668 clubs    | Prima Categoria 106 groupes régionaux, 1668 clubs    | Prima Categoria 106 groupes régionaux, 1668 clubs    | Prima Categoria 106 groupes régionaux, 1668 clubs    | Prima Categoria 106 groupes régionaux, 1668 clubs    | Prima Categoria 106 groupes régionaux, 1668 clubs    | Prima Categoria 106 groupes régionaux, 1668 clubs    | Prima Categoria 106 groupes régionaux, 1668 clubs    | Prima Categoria 106 groupes régionaux, 1668 clubs    |
| 8                                                                            | Seconda Categoria 182 groupes régionaux              | Seconda Categoria 182 groupes régionaux              | Seconda Categoria 182 groupes régionaux              | Seconda Categoria 182 groupes régionaux              | Seconda Categoria 182 groupes régionaux              | Seconda Categoria 182 groupes régionaux              | Seconda Categoria 182 groupes régionaux              | Seconda Categoria 182 groupes régionaux              | Seconda Categoria 182 groupes régionaux              |
| 9                                                                            | Terza Categoria 209 groupes provinciaux              | Terza Categoria 209 groupes provinciaux              | Terza Categoria 209 groupes provinciaux              | Terza Categoria 209 groupes provinciaux              | Terza Categoria 209 groupes provinciaux              | Terza Categoria 209 groupes provinciaux              | Terza Categoria 209 groupes provinciaux              | Terza Categoria 209 groupes provinciaux              | Terza Categoria 209 groupes provinciaux              |

## Répartition du nombre de groupe régionaux et provinciaux
| Régions                 | Eccellenza | Promozione | Prima Categoria | Seconda Categoria | Terza Categoria |
| ----------------------- | ---------- | ---------- | --------------- | ----------------- | --------------- |
| Piémont- Vallée d'Aoste | 2          | 4          | 8               | 16                | 15              |
| Ligurie                 | 1          | 2          | 4               | 2                 | 4               |
| Lombardie               | 3          | 7          | 12              | 25                | 35              |
| Trentin-Haut-Adige      | 1          | 2          | 5               | 7                 | 4               |
| Vénétie                 | 2          | 4          | 8               | 16                | 19              |
| Frioul-Vénétie Julienne | 1          | 2          | 3               | 4                 | 4               |
| Émilie-Romagne          | 2          | 4          | 8               | 18                | 20              |
| Toscane                 | 2          | 3          | 6               | 12                | 16              |
| Marches                 | 1          | 2          | 4               | 9                 | 14              |
| Ombrie                  | 1          | 2          | 3               | 5                 | 4               |
| Latium                  | 2          | 4          | 8               | 14                | 15              |
| Abruzzes                | 1          | 2          | 5               | 7                 | 12              |
| Molise                  | 1          | 1          | 3               | 4                 | 2               |
| Campanie                | 2          | 4          | 8               | 13                | 22              |
| Basilicate              | 1          | 1          | 2               | 3                 | 5               |
| Pouilles                | 1          | 2          | 3               | 4                 | 9               |
| Calabre                 | 1          | 2          | 4               | 8                 | 12              |
| Sicile                  | 2          | 4          | 8               | 7                 | 15              |
| Sardaigne               | 1          | 2          | 4               | 7                 | 12              |
| Total                   | 28         | 54         | 106             | 182               | 209             |

## Sources
- (it) Cet article est partiellement ou en totalité issu de l’article de Wikipédia en italien intitulé « Campionato italiano di calcio » (voir la liste des auteurs).